# أندرس كرافت
أندرس كرافت (بالسويدية: Anders Kraft)‏ هو صحفي ومقدم تلفزيوني سويدي، ولد في 1968.